# مکزیکانا کلیک
مکزیکانا کلیک (انگلیسی: MexicanaClick) شرکت هواپیمایی مکزیکی است، که در سال ۲۰۰۵ تأسیس شد.